# Nataša Osmokrović
Nataša Osmokrović, também conhecida como Natasha Leto (Zagreb, 27 de Maio de 1976), é uma ex-jogadora de voleibol da Croácia, que jogava na posição de Ponta. Defendeu a bandeira de seu país nos Jogos Olímpicos de Sydney-2000.

## Clubes
- Mladost Zagreb (1995–1996)
- Hisamitsu Springs  (1996–1997)
- Ito Yokado  (1997–1998)
- BCN/Osasco (1998–1999)
- Er Volley Napoli (1999–2000)
- Vasco da Gama (2000–2001)
- Caffè Sesso Reggio Calabria (2001–2002)
- Asystel Novara (2001–2002)
- Pallavolo Chieri (2003–2004)
- Terra Sarda Tortolì (2004–2005)
- Sant'Orsola Asystel Novara (2005–2007)
- Asystel Novara (2007–2009)
- Fenerbahçe Acıbadem (2009–2011)
- Rabita Baku (2011–2012)
- WVC Dynamo Moscow (2012–2013)
- Volero Zurich (2013–2014)

## Conquistas

### Individuais
- Melhor Passadora do CEV Indesit Champions League Final Four de 2007–08
- Melhor Saque do CEV Indesit Champions League Final Four de 2009-10]
- MVP do Campeonato Mundial de Clubes de Voleibol Feminino de 2011[1]
- Melhor Pontuadora do Campeonato Mundial de Clubes de Voleibol Feminino de 2011[1]
- Melhor Atacante do Campeonato Mundial de Clubes de Voleibol Feminino de 2011[1]
- Melhor Recepção do Campeonato Mundial de Clubes de Voleibol Feminino de 2011[1]

### Por Clubes
Vasco da Gama
- Campeã do Campeonato Carioca de Voleibol Feminino de 2000
- Vice-campeã da Superliga Brasileira de Voleibol Feminino da temporada 2000–01

Sant'Orsola Asystel Novara
- Campeã do Italian Super Cup de 2005
- Campeã do Top Teams Cup de 2006

Asystel Novara
- Campeã do Italian Cup de 2007
- Campeã do CEV Cup de 2009

Fenerbahçe Acıbadem
- Campeã do Turkish Championship da temporada 2009-10
- Campeã do Turkish Cup da temporada 2009-10
- Campeã do Turkish Super Cup de 2010
- Vice-campeã da Women's CEV Champions League de 2010
- Campeã do Campeonato Mundial de Clubes de Voleibol Feminino de 2010
- Medalha de Bronze no Campeão do CEV Champions League da temporada 2010-11
- Campeã do Aroma Women's Volleyball League da temporada 2010-11

Rabita Baku
- Campeã do Campeonato Mundial de Clubes de Voleibol Feminino de 2011
- Campeã do 2011-12 Azerbaijan League da temporada 2011-12

### Pela Seleção Croata
- Vice-campeã do Campeonato Europeu de Voleibol Feminino de 1995
- Vice-campeã do Campeonato Europeu de Voleibol Feminino de 1997
- Vice-campeã do Campeonato Europeu de Voleibol Feminino de 1999